# Janus Pannonius Múzeum
A Janus Pannonius Múzeum Magyarország legnagyobb vidéki múzeuma, a Magyar Tudományos Akadémia kutatóhelye, de mint kiállítóhelyet ne keressük; múzeumok sokasága tartozik hozzá.
Igazgatósági székhelye a pécsi Káptalan utcában, egy 18. századi barokk kanonokházban található. Az 1960-as évektől Pécsett új kiállítóhelyek sokasága létesült ebben az utcában, amelyek során kialakult a Múzeumutca.
A Janus Pannonius Múzeumhoz számos kiállítóhely tartozik, köztük jó pár olyan, amely országosan is széleskörűen ismert, sőt a határon túlról is vonz látogatókat.

## Története
A mai múzeumot az 1951-es múzeumi egységesítés során hozták létre, amikor a korábbi kisebb múzeumokat államosították, és közös irányítás alá helyezték. Dombay János igazgató javaslatára nevezték el Janus Pannoniusnak. Neki köszönhető a Zsolnay-gyár múzeumi anyagának megmentése. Pár év múlva a Káptalan u. 2. számú épület a múzeumhoz került, és 1955-ben itt nyílt meg az állandó Zsolnay-kerámiakiállítás.
1958-ban a megyei múzeumok a megyei tanács gondozásába kerültek, és az új neve Baranya Megyei Tanács Múzeumi Igazgatósága lett. 1970-ben az ásatások nyomán felszínre került régészeti leletekből új állandó kiállítás nyílt. 1972-ben a káptalan utcai épületben nyílt meg a Reneszánsz Kőtár, majd 6 év múlva az Amerigo Tot Múzeum. 1976-ban a Káptalan u. 3.-ban megnyílt a Vasarely Múzeum.
1986-ban a Káptalan u. 6.-ban megnyílt a Martyn Múzeum. 1993-ban az igazgatóság a Papnövelde utcából a Káptalan u. 4.-be költözött.
2022. januártól a múzeum kinevezett igazgatója Bertók Gábor régész, főmuzeológus, aki előtte egy éven át megbízott igazgatóként irányította a munkát.

## Kiállítóhelyei
- JPM Csontváry Múzeum
- JPM Vasarely Múzeum
- JPM Zsolnay Múzeum
- JPM Modern Magyar Képtár
- Janus Pannonius Múzeum Látogatóközpont
- JPM Martyn–Lantos Múzeum
- JPM Schaár Erzsébet: Utca kiállítás
- JPM Néprajzi Múzeum
- JPM Természettudományi Múzeum
- JPM Várostörténeti Múzeum
- JPM Szerecsen Patika kiállítás